# Il passo del soldato
Il passo del soldato è un album dei Nuova Era pubblicato nel 1995.

## Tracce
1. All'ombra di un conflitto (La dichiarazione) - 6:43
2. Lo spettro dell'agonia sul campo (Costernazione) - 7:29
3. La parata del simboli (La truppa) - 3:04
4. Il passo del soldato (Verso la battaglia) - 12:15
5. Armicrazia (I pensieri di un cecchino) - 7:44
6. L'armistizio (Le decisioni dei generali) - 4:02
7. Riflessi di Pace (Ottre il fronte) - 2:53
8. Epitaffio (La morale) - 4:41
9. Nuova era atto secondo - 4:49